# Anne Paolucci
Anne Paolucci nata Anne Attura (Roma, 31 luglio 1926 – New York, 15 luglio 2012) è stata una scrittrice e educatrice statunitense di origini italiane, docente di ricerca e presidente del Dipartimento di Inglese presso la St.John's University di New York. Scrittrice prolifica, ha pubblicato opere teatrali, racconti, romanzi, poesie, critica letteraria e traduzioni.

## Biografia

### Primi anni e formazione
Nata il 31 luglio 1926 a Roma, all'età di otto anni si è trasferita a New York con la madre, rimasta vedova e due fratelli. Ha frequentato il Barnard College, laureandosi in inglese nel 1947. Ha studiato letteratura italiana con Giuseppe Prezzolini e Dino Bigongiari alla Columbia University, ricevendo il suo Master of Arts nel 1950. Ha trascorso un anno come borsista Fulbright presso l'Università La Sapienza. La sua tesi di dottorato dal nome "Le donne nella Divina Commedia di Dante e La regina delle fate di Edmund Spenser" (The Women in Dante's Divine Comedy and Spenser's Faerie Queene) le ha valso una Woodbridge Honorary Fellowship, ricevendo un dottorato di ricerca in letteratura comparata alla Columbia nel 1963.

### Carriera
Anne Paolucci ha insegnato presso l'Università della Città di New York prima di entrare alla St. John University nel 1969, come prima docente di ricerca dell'università. Ha presieduto il dipartimento di inglese per dieci anni e nel 1982 è diventata direttrice del programma di dottorato in arte in lingua inglese. Per due anni è stata docente Fulbright di dramma americana presso l'Università degli Studi di Napoli Federico II. Su invito di varie università e governi, ha viaggiato per il mondo tenendo lezioni su argomenti letterari.
Oltre all'insegnamento e al lavoro scientifico, Paolucci ha scritto opere teatrali, romanzi gialli e poesia. Le sue opere sono state prodotte negli Stati Uniti e a livello internazionale. La sua prima pièce teatrale, Il secolo breve (The Short Season) (1966), è stata tradotta in tedesco nel 2003 per una sua produzione in Austria.
Nel 1985, il presidente Ronald Reagan l'ha nominata nel Consiglio della National Graduate Fellowship Program Fellows. Ha ricevuto una laurea honoris causa da parte del Lehman College ed ha ottenuto un riconoscimento da parte del governo italiano per la traduzione e la modifica di una selezione di poesie di Giacomo Leopardi. L'Ordine dei Figli d'Italia in America le hanno conferito l'Elana Cornaro Award nel 1993 e il Leone d'Oro nel 1997. Nel 1997 è stata scelta dal governatore George Pataki per far parte del consiglio di amministrazione di CUNY. La sua pièce teatrale su Cristoforo Colombo ha vinto il riconoscimento da parte della Commissione del giubileo per il quinto centenario di Cristoforo Colombo negli Stati Uniti e la sua raccolta di poesie del 1995, Il ponte Queensboro e altre poesie (Queensboro Bridge and Other Poems) è stata nominata per il Premio Pulitzer.
Anne Paolucci è stata presidente della Pirandello Society of America per diciassette anni. Ha fondato il Consiglio Nazionale sulla letterature, una fondazione educativa per gli studi letterari multi comparativi e ha curato la rivista Rassegna di Letterature Nazionali dal 1970 al 2001. Ha inoltre condotto la trasmissione televisiva, Magazines in Focus .

### Vita personale
Ha sposato Henry Paolucci (1921-1998), docente presso la St. John's University con il quale ha vissuto a Beechhurst, Queens (New York). È morta a New York il 15 luglio 2012.

## Opere
Come autrice:
- The Short Season (1966)[6]
- From Tension to Tonic: The Plays of Edward Albee (1972)
- Pirandello's Theater: The Recovery of the Modern Stage for Dramatic Art (1974)[7]
- Riding the Mast Where it Swings: Poems (1980)[8]
- Cipango! A Brief Historical Account of the Dramatic Reversals in the Life of Christopher Columbus (1987)
- Do Me a Favor and Other Short Stories (2001)
- Hegelian Literary Perspectives (2002)
- In Wolf's Clothing: A Mystery Novel (2003)
- Slow Dance to Samarra: A Mystery Novel (2005)
- The Plays and Fiction of Luigi Pirandello: Selected Essays (2005)
- The Women in Dante's Divine Comedy and Spenser's Faerie Queene (2005)
- Dante Revisited: Essays (2008)

Come traduttrice:
- Mandragola di Niccolò Machiavelli (1957)
- Selected Poems di Giacomo Leopardi (2003)

Come curatrice editoriale:
- Hegel on Tragedy di Georg Hegel (2001)
- Dante's Gallery of Rogues: Paintings of Dante's Inferno di Vincenzo R. Latella (2001)
- Dante: Beyond the Commedia (2004)
- Backgrounds of the Divine Comedy: A Series of Lectures di Dino Bigongiari (2005)
- Review of National Literatures: Selected Essays (1970-2001) (2006)
- Readings in the Divine Comedy: A Series of Lectures di Dino Bigongiari (2006)
- Italian-American Perspectives con Ann Merlino (2007)